# Zmienność fluktuacyjna
Zmienność fluktuacyjna (zmienność modyfikacyjna) – typ zmienności wewnątrzgatunkowej określany jako zmienność uwarunkowana środowiskowo a nie genetycznie. W koncepcjach genetyki z początku XX wieku, które odrzucały darwinowskie mechanizmy ewolucji, razem ze zmiennością skokową, obejmującą głównie zmiany patologiczne, ale działającą zgodnie z prawami Mendla, miała tłumaczyć zmienność osobników „dzikich”.